# Kenneth Cheruiyot
Kenneth Cheruiyot (* 2. August 1974) ist ein kenianischer Langstreckenläufer, der seine größten Erfolge im Marathon und Halbmarathon hatte.
1997 stellte er bei den 25 km von Berlin mit 1:13:58 h einen Weltrekord über diese Distanz auf und wurde Dritter den Halbmarathon-Weltmeisterschaften. 1998 und 2001 siegte er beim Grand Prix von Bern.
1999 gewann er den Monaco-Marathon in einer Zeit von 2:11:26 h, die bis 2009 als Streckenrekord Bestand hatte. Am bekanntesten wurde er allerdings durch seine Auftritte beim Rotterdam-Marathon. 2000 siegte er in 2:08:22 h, 2001 wurde er Zweiter in seiner persönlichen Bestzeit von 2:07:18 h und 2002 wurde er ebenfalls Zweiter, obwohl er schon bei Kilometer 10 schwer stürzte und sich dabei einen Arm brach.
Kenneth Cheruiyot ist verheiratet mit Nancy Jebet Langat, Olympiasiegerin von 2008 über 1500 Meter.